# Zakłady Sprzętu Motoryzacyjnego w Praszce
Zakłady Sprzętu Motoryzacyjnego w Praszce – polska fabryka zajmująca się produkcją komponentów dla potrzeb przemysłu motoryzacyjnego.

## Historia
Zakłady Sprzętu Motoryzacyjnego Polmo w Praszce uruchomiono w 1957 roku jako jeden z trzech produkujących
układy hamulcowe dla całej
RWPG.
W 1968 roku została zakupiona licencja od amerykańskiej firmy Westinghouse Air Brake Company (WABCO) na powietrzne-ciśnieniowe układy hamulcowe, które były przeznaczone do samochodów ciężarowych. 07.05.1975 r. została podpisana umowa między rządem PRL a rządem ZSRR umowa o kooperacji w produkcji i dostawach z PRL do ZSRR wyrobów kompletujących do produkcji samochodów ciężarowych w Kamskiej Fabryce Samochodów oraz o dostawach z ZSRR do PRL samochodów ciężarowych KAMAZ-5410 na mocy której eksportowano produkowaną w ZSM aparaturę hamulcową.
W 1995 roku większościowy pakiet akcji ZSM w Praszce nabył POL-MOT Holding od Ministerstwa Przekształceń Własnościowych.
W 1998 należące do Forda amerykańskie Visteon Automotive Systems kupuje Pol-Mot Praszka, odkąd zakład funkcjonuje jako Visteon Poland SA.
W 2007 roku Visteon sprzedaje zakład w Praszce funduszowi private equity Special Situations Venture Partners II (SSVP II), który założył zakład od podstaw jako Tedrive Poland Sp. z o.o.
30 czerwca 2010 roku zakład tedrive Poland Sp. z o.o. został nabyty przez amerykańskie Neapco Holdings LLC.
Odtąd zakład funkcjonuje jako Neapco Europe Sp. z o.o.